# 岡見彦蔵
岡見 彦蔵（おかみ ひこぞう、万延元年（1860年）2月10日 - 昭和7年（1932年）3月25日）は、日本の農学者。目黒の自然園開設者。
幼名は秀作。

## 生涯
岡見彦蔵は九州中津藩士・岡見清通の三男として、1860年（万延元年）2月10日に東京築地に生まれ、幼名は秀作であった。
叔父の岡見彦三（清熙）が1862年に亡くなり、実子が無かったので秀作が3歳で養子に入り、以降彦蔵を名乗るようになった。1876年（明治9年）、農学者津田仙が創立した農学社農学校で学んだ。翌1877年（明治10年）には横浜のバラ学校に入って英語を学んだ。この学校は宣教師ヘボンが起こしたヘボン塾をジョン・クレイグ・バラが継承したものだった。岡見は1879年（明治12年）に卒業して東京大学予備門に進み、英学と漢学を学び、1881年（明治14年）卒業後は駒場農学校に進んで獣医学を専攻した。在学中には叔父岡見彦三と親しかった福沢諭吉に進路を相談することもあった。
1885年（明治18年）獣医学士として卒業すると、兄の岡見清致が創設した頌栄女学校の教員に採用され、算術、博物、化学、物理、図画を教えるようになった。翌1886年（明治19年）に旧水戸藩士青木春衛門の娘、青木豊子と結婚、頌栄を辞職して熊本県立農学校教師として赴任した。
1888年（明治21年）に熊本農学校を辞任して帰京し、頌栄女学校で教える一方で、荏原郡目黒村中目黒で一万坪の農場を経営するようになった。1902年（明治35年）に渡米し、1年にわたり各地で畜産事業を視察。翌1903年（明治36年）に帰国後は、頌栄女学校の校長となり、妻の豊子も教壇に立った。彦蔵は台町教会の役員を長く務めており、教育に一家言持っていた。1905年（明治38年）に再び頌栄を辞し、鹿児島県立鹿屋農学校獣医科主任として赴任した。ここでは鹿児島県馬匹畜産品評会の審議官も務めている。
1910年（明治43年）、51歳の時に辞任し帰京、以降は中目黒の農場の経営に専念した。1916年（大正5年）、青少年が大自然に親しむことを目的に中目黒の農場を「自然園」と名付けて公開した。岡見の信条には福沢諭吉の実学精神と、キリスト教的な家庭教育観が背景にあった。
1932年（昭和7年）3月25日に73歳で没。墓は品川の清光院にある。
彦蔵の三男、岡見富雄は東京美術学校西洋画科を1914年（大正3年）に卒業しており、学生の時に頌栄女学校で教えていた。